# Kashipur

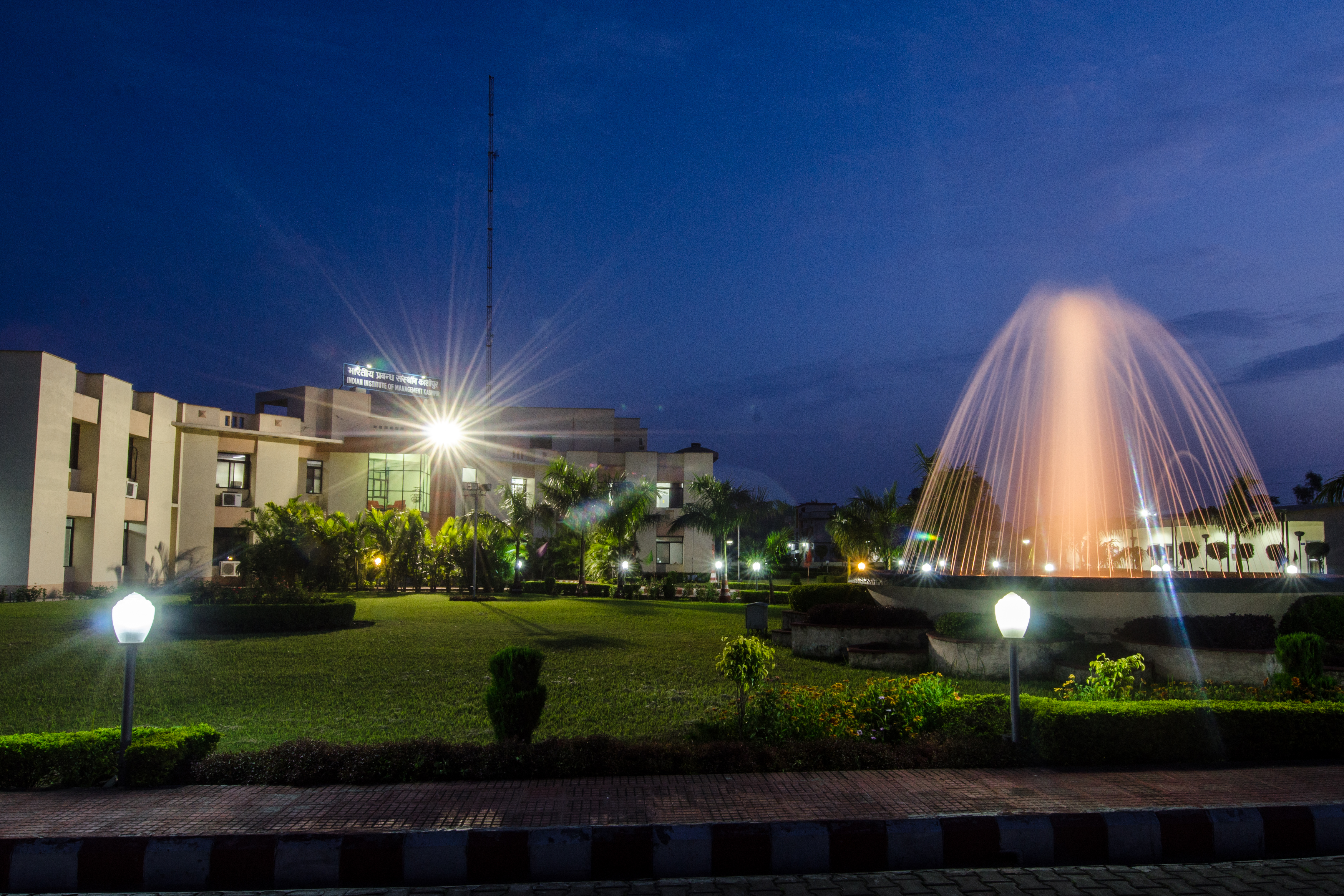
IIM Kashipur, en skola i Kashipur.

Kashipur är en stad i delstaten Uttarakhand i Indien, och tillhör distriktet Udham Singh Nagar. Folkmängden uppgick till 121 623 invånare vid folkräkningen 2011.